# Yola Semedo
Yola Semedo (Lobito, província de Benguela, 8 de maig de 1978) és una cantant, compositora, productora i arranjadora vocal angolesa. Nascuda a Angola, es va criar a São Tomé i Príncipe i actualment viu a Luanda.
Començà de ben petita, en 1984, amb el grup Impactus 4, amb els seus germans i produït pel seu pare, el professor de música Orlando Mendes Semedo. En 1986 el grup passà a anomenar-se Projecção, i participà amb ells al Festival da Figueira da Foz em Portugal, i vou condecorada amb la "Veu d'or femenina infantil d'Àfrica" en l'Aniversari de l'Organització de Pioners de São Tomé i Príncipe. En 1985 va guanyar la "Veu Daurada d'Àfrica" al festival de la UNESCO celebrat a Bulgària.
En 1991 va marxar amb la seva família a Namíbia, on va actuar amb artistes de renom com Michael Jackson i Stevie Wonder. En 2005 es va establir a Angola. Va guanyar el premi a la millor veu femenina d'Angola en 2000, 2006 i 2007, i en 2010 va guanyar per primer cop a Luanda el premi Top dels Més Estimats.
Semedo és ambaixadora de Chevron per a la prevenció de la malària i el VIH a Angola, ambaixador de bona voluntat d'Unicef per a la protecció dels menors desemparats des de 2009 i ambaixador de bona voluntat del Programa Conjunt de les Nacions Unides sobre el VIH/sida per Angola 2015-2017. En 2017 participà amb Marcus Anderson en la Xa edició del Johnnie Walker Jazz & Soul Safari.

## Discografia
- Yola Semedo (2005)
- Minha Alma (2010)
- Filho Meu (2014)